# Округ Вилер (Небраска)
Округ Вилер (енгл. Wheeler County) је округ у америчкој савезној држави Небраска.

## Демографија
По попису из 2010. године број становника је 818, што је 68 (-7,7%) становника мање него 2000. године.
| Група             | 2000.       | 2010.       |
| Белци             | 878 (99,1%) | 802 (98,0%) |
| Афроамериканци    | 0 (0,0%)    | 0 (0,0%)    |
| Азијати           | 0 (0,0%)    | 4 (0,5%)    |
| Хиспаноамериканци | 5 (0,6%)    | 6 (0,7%)    |
| Укупно            | 886         | 818         |